# Glaciar Mitterling
El Glaciar Mitterling (66°50′S 64°18′O / -66.833, -64.300) es un glaciar en la costa este de la Tierra de Graham, en la Antártida, que fluye entre el Monte Vartdal y el Monte Hayes en la parte norte de la Ensenada Mill, fue nombrado así por el Comité de Topónimos Antárticos del Reino Unido (UK-APC) en honor a Philip I. Mitterling, el autor de America in the Antarctic to 1840.